# Golczewo (gmina)
Golczewo (1945–1946 gmina Goliszewo) – gmina miejsko-wiejska położona w zachodniej części województwa zachodniopomorskiego, w powiecie kamieńskim. Siedzibą gminy jest miasto Golczewo.
Według danych z 31 grudnia 2016 r. gmina miała 5925 mieszkańców.
Miejsce w województwie (na 114 gmin):

powierzchnia 65., ludność 64.
Gmina stanowi 17,4% powierzchni powiatu.

## Położenie
Gmina jest położona w zachodniej części województwa zachodniopomorskiego, w południowo-wschodniej części powiatu kamieńskiego.
Sąsiednie gminy:
- Kamień Pomorski, Świerzno i Wolin (powiat kamieński)
- Nowogard i Przybiernów (powiat goleniowski)
- Gryfice i Płoty (powiat gryficki)

Do 31 grudnia 1998 r. wchodziła w skład województwa szczecińskiego.

## Demografia
Dane z 30 czerwca 2004:
| Opis                              | Ogółem | Ogółem | Kobiety | Kobiety | Mężczyźni | Mężczyźni |
| --------------------------------- | ------ | ------ | ------- | ------- | --------- | --------- |
| jednostka                         | osób   | %      | osób    | %       | osób      | %         |
| populacja                         | 6077   | 100    | 3061    | 50,4    | 3016      | 49,6      |
| gęstość zaludnienia (mieszk./km²) | 34,6   | 34,6   | 17,5    | 17,5    | 17,2      | 17,2      |

Gminę zamieszkuje 12,7% ludności powiatu.

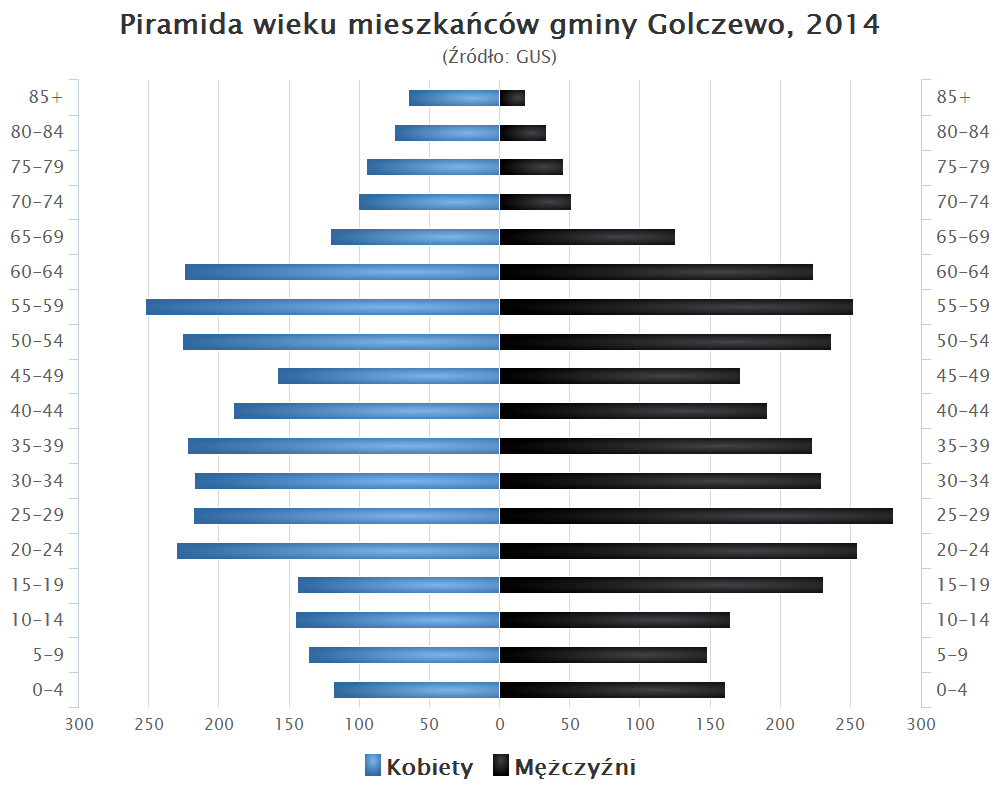
Piramida wieku mieszkańców gminy Golczewo w 2014 roku

## Przyroda i turystyka
Gmina leży na równinach: Gryfickiej i Goleniowskiej. Przez gminę przepływają rzeki Niemica i Wołczenica dostępne dla kajaków od Golczewa (Niemica) oraz od wsi Czarnogłowy (Wołczenica) do ujścia do Zalewu Kamieńskiego. Tereny leśne zajmują 44% powierzchni gminy, a użytki rolne 46%. Samo miasto Golczewo leży w dolinie między dwoma jeziorami: górnym, „Szczuczym” i dolnym „Okonie” o łącznej powierzchni ponad 95 ha lustra wody w pierwszej klasie czystości. Z uwagi na ich walory przyrodnicze utworzono na terenie gminy zespoły przyrodniczo-krajobrazowe:
- Las Golczewski (214,84 ha)
- Las Samliński (108,88 ha)
- Las Widłakowy (97 ha)
- Bukowa Góra (8,73 ha)
- Dolina Stawny (2555,48 ha)
- Golczewskie Uroczysko – rezerwat przyrody obszar lasu i torfowisk o łącznej powierzchni 16,28 ha
- Rezerwat przyrody Bór Samliński im. Henryka Zięciaka (55,62 ha)
- 23 pomniki przyrody, którymi są drzewa

Obszary chronione stanowią 4% obszaru gminy. Ich zadaniem jest ochrona cennych leśnych zespołów biocenotycznych. Są to m.in. szczególnie bogate przyrodniczo tereny podmokle, bagienne, mszarne i torfowiska oraz mało zniszczone i szczególnie pielęgnowane obszary leśne z bankiem genów drzew tj. jawor, dąb, buk, sosna, modrzew, świerk. Usytuowane są one wzdłuż cieków wodnych, półnaturalnych łąk, ekologicznymi zespołami źródliskowymi z unikalną zoocenozą ptaków (gągoły, dzięcioł czarny) i ssaków drapieżnych (kuna leśna, borsuk i wydra). W niżej położonych partiach lasu na bagniskach i przy źródłach rosną olchy czarne. Na szczytach wzgórz zobaczyć można przede wszystkim modrzew europejski, który wraz z podlegającymi całkowitej ochronie gatunkowej roślinami (wiciokrzew pomorski, grążel żółty, barwinek czerwony, śnieżyczka, przebiśnieg, bluszcz pospolity) tworzą malowniczy krajobraz. Spacerując drogami leśnymi można napotkać kwitnącą konwalię majową, marzankę wonną i turówkę leśną. W zespołach spotkamy również zwierzęta: jeża, sarnę, wydrę i jelenia europejskiego oraz symbol Golczewa – zieloną żabę. Ogromne trzcinowiska to baza pokarmowa dla trzciawa, strumieniówki oraz błotniaka stawowego. Wody jeziora Okoniego i rzeki Niemicy to miejsce polowań orła bielika i kani rudej. W bagnach, po zarośniętym jeziorze Samlińskim żyją czaple, żurawie, kaczki ogorzałki, głowienki, tracze oraz remizy i rybołowy. Klejnotem przyrodniczym są liczne śródleśne jeziorka dystroficzne oraz w wyniku postępującej erozji powstały tutaj jary, wąwozy i liczne źródliska.

## Komunikacja
Przez gminę prowadzą drogi wojewódzkie nr 106 łącząca Golczewo z Kamieniem Pomorskim (22 km) i Nowogardem (22 km), nr 108 przez Wysoką Kamieńską (11 km) do Parłówka (skrzyżowanie z drogą krajową nr 3; 18 km) oraz do Płotów (21 km).
Przez węzłową stację Wysoka Kamieńska prowadzą 3 linie: pierwsza, otwarta w 1892 r. z Goleniowa do Wolina (wcześniej wybudowano fragment do Szczecina Gł.), linia została wydłużona w 1901 r. do Świnoujścia. Druga do Kamienia Pomorskiego także otwarta w 1892 r., w 1906 r. wydłużona do Trzebiatowa. Trzecią jest otwarty w 1910 r. ostatni odcinek linii z Worowa (koło Łobza) przez Golczewo Pomorskie. Po II wojnie światowej rozebrano odcinek Kamień Pomorski – Trzebiatów. W latach 1979–1982 zelektryfikowano linie przez Szczecin Główny – Świnoujście i Wysoka Kamieńska – Kamień Pomorski. W 1992 r. zamknięta została linia przez Płoty do Worowa.
Przez Golczewo istniała prowadziła także kolej wąskotorowa. W 1901 r. otwarto odcinek z Popieli (koło Gryfic Wąsk.) do Golczewa Wąsk., wydłużony 2 lata później przez Łoźnicę Wąsk. do Stepnicy. W 1905 r. otwarto odcinek do Śniatowa, zamknięty i rozebrany w latach 60. W 1979 r. zamknięto inny odcinek Łoźnica – Stepnica, a w 1996 r. pozostały fragment. Obecnie w gminie czynna jest 1 stacja: Wysoka Kamieńska.
W gminie czynny jest 1 urząd pocztowy: Golczewo (nr 72-410).

## Zabytki
Obszar gminy jest bardzo bogaty w elementy kultury materialnej i duchowej. Do walorów antropogenicznych Golczewa należą:
- Pierścieniowate grodzisko z IX w.
- Ruiny zamku z dobrze zachowaną XIII-wieczną, najwyższą na Pomorzu Zachodnim wieżą obroną (33,6 m)
- Zabudowa ul. Zwycięstwa
- Dom ryglowy z XIII w
- Studnia artezyjska z żabą w koronie
- Kościół pw. św. Andrzeja Boboli, powstały w XV w. z masywną wieżą dobudowaną w 1882 r.

Poza tym wartymi miejscami do zwiedzania na terenie gminy są:
- Gadom – dwór z XIX w. i park naturalistyczny
- Kłęby – wiatrak holenderski XIX w.
- Mechowo – kościół gotycki z kamienia z ok. XV w. z drewnianą wieżą
- Niemica – kościół ryglowy z 1795 r. i dwór z końca XIX w. Z parkiem
- Wysoka Kamieńska – wieża ciśnień z początków XX w. i zabytkowy dworzec kolejowy

## Rekreacja
Nad Jeziorem Szczuczym znajduje się wypożyczalnia sprzętu pływającego, mały amfiteatr, sceny na występy podświetlane fontanny tryskające z lustra wody oraz od tego roku 70 m molo, na którego końcu znajduje się kawiarenka. Również od tego roku została dopuszczona do zwiedzania baszta w Golczewie, z której rozpościera się wspaniały widok na całą okolicę. Nad jeziorem Okonim usytuowano punkt ornitologiczno-widokowy z tablicą informacyjną w południowej części jeziora. Gęsta sieć dróg w tym, także utwardzonych, duża lesistość oraz specyficzne ukształtowanie terenu czynią Golczewo potencjalnym obiektem zainteresowania dla kolarstwa szosowego, przełajowego i również górskiego. Dla pasjonatów wędkarstwa są dwa jeziora w Golczewie, rzekę Wołczenicę o I klasie czystości, prywatne stawy hodowlane oraz liczne małe leśne jeziorka, gdzie można w ciszy i spokoju łowić ryby. Duża powierzchnia lasów sprawia, że myślistwo rozwija się bez przeszkód. Bogactwem lasów są również owoce runa leśnego. Dla spragnionych wędrówek po leśnych bezdrożach w otoczeniu pięknej przyrody wytyczono trzy ścieżki dydaktyczne:
- Las Samliński (ok. 2 km długości, liczba przystanków: 7)
- Las Golczewski (ok. 4 km długości, liczba przystanków: 7)
- Bagna Samlińske (ok. 2,5 km długości, liczba przystanków: 5)

Również przygotowano ok. 66,5 km długości szlaków turystycznych (żółty, czerwony, zielony). Prowadzą one przez najpiękniejsze leśne tereny Nadleśnictwa Rokita. W Imnie (5 km od Golczewa) znajduje się jedyna w Polsce hodowla kucy szetlandzkich oraz śródleśne jeziorko Imno. Otoczone jest z trzech stron torfowiskami, a od wschodniego brzegu znajduje się piaszczysta plaża oraz pole namiotowe. W Golczewie na pd-zach. Brzegu jeziora Szczuczego znajduje się prywatne pole kempingowe z pełnym węzłem sanitarnym. W otoczeniu pięknych lasów wyznaczono leśne parkingi: na drodze Golczewo-Nowogard, Golczewo-Parłówko. Przy leśnych trasach wyznaczone zostały miejsca wypoczynku. Każdy turysta może w tych miejscach po trudach wędrówek pieszych, rowerowych, odpocząć w ciszy i podziwiać leśne krajobrazy. Gmina posiada również na swym terenie trzy biblioteki: Biblioteka Miejska w Golczewie (14076 woluminów); Biblioteka Publiczna w Wysokiej Kamieńskiej (13034 woluminów); Biblioteka szkolno-publiczna w Mechowie (8287 woluminów). Na terenie gminy znajdują się wysokiej klasy obiekty sportowe m.in. trzy sale sportowo-widowiskowe: dwie w Golczewie oraz jedna w Wysokiej Kamieńskiej i również stadiony sportowe z pełnymi zapleczami socjalnymi, które są wykorzystywane przez trzy zespoły piłkarskie:
- Znicz Wysoka Kamieńska
- Iskra Golczewo

Również na terenie gminy działają dwa kluby kolarskie:
- Golczewita Golczewo
- Baszta Golczewo

## Administracja i samorząd
W 2016 r. wykonane wydatki budżetu gminy Golczewo  wynosiły 23,5 mln zł, a dochody budżetu 24,7 mln zł. Zobowiązania samorządu (dług publiczny) według stanu na koniec 2016 r. wynosiły 8,5 mln zł, co stanowiło 34,4% poziomu dochodów.

## Miejscowości
- Golczewo, miasto od 1990 r.

Sołectwa gminy Golczewo:
- Baczysław, Drzewica, Kłęby, Kozielice, Kretlewo, Mechowo, Niemica, Samlino, Unibórz, Upadły, Wołowiec i Wysoka Kamieńska.

Pozostałe miejscowości: Barnisławice, Dargoszewko, Dargoszewo, Dobromyśl, Gacko, Gadom, Golczewo-Gaj, Imno, Kłodzino, Koplino, Książ, Niwka, Ronica, Sosnowice, Strażnica, Zielonka, Żabie.